# Жусари
Жусари (порт. Jussari)  —  муниципалитет в Бразилии, входит в штат Баия. Составная часть мезорегиона Юг штата Баия. Входит в экономико-статистический микрорегион Ильеус-Итабуна. Население составляет 6889 человек на 2006 год. Занимает площадь 356,735 км². Плотность населения — 19,3 чел./км².

## История
Город основан 8 мая 1985 года.

## Статистика
- Валовой внутренний продукт на 2003 год составляет 27 738 678,00 реалов (данные: Бразильский институт географии и статистики).
- Валовой внутренний продукт на душу населения на 2003 год составляет 3854,74 реалов (данные: Бразильский институт географии и статистики).
- Индекс развития человеческого потенциала на 2000 год составляет 0,647 (данные: Программа развития ООН).